# Karlovy Lázně

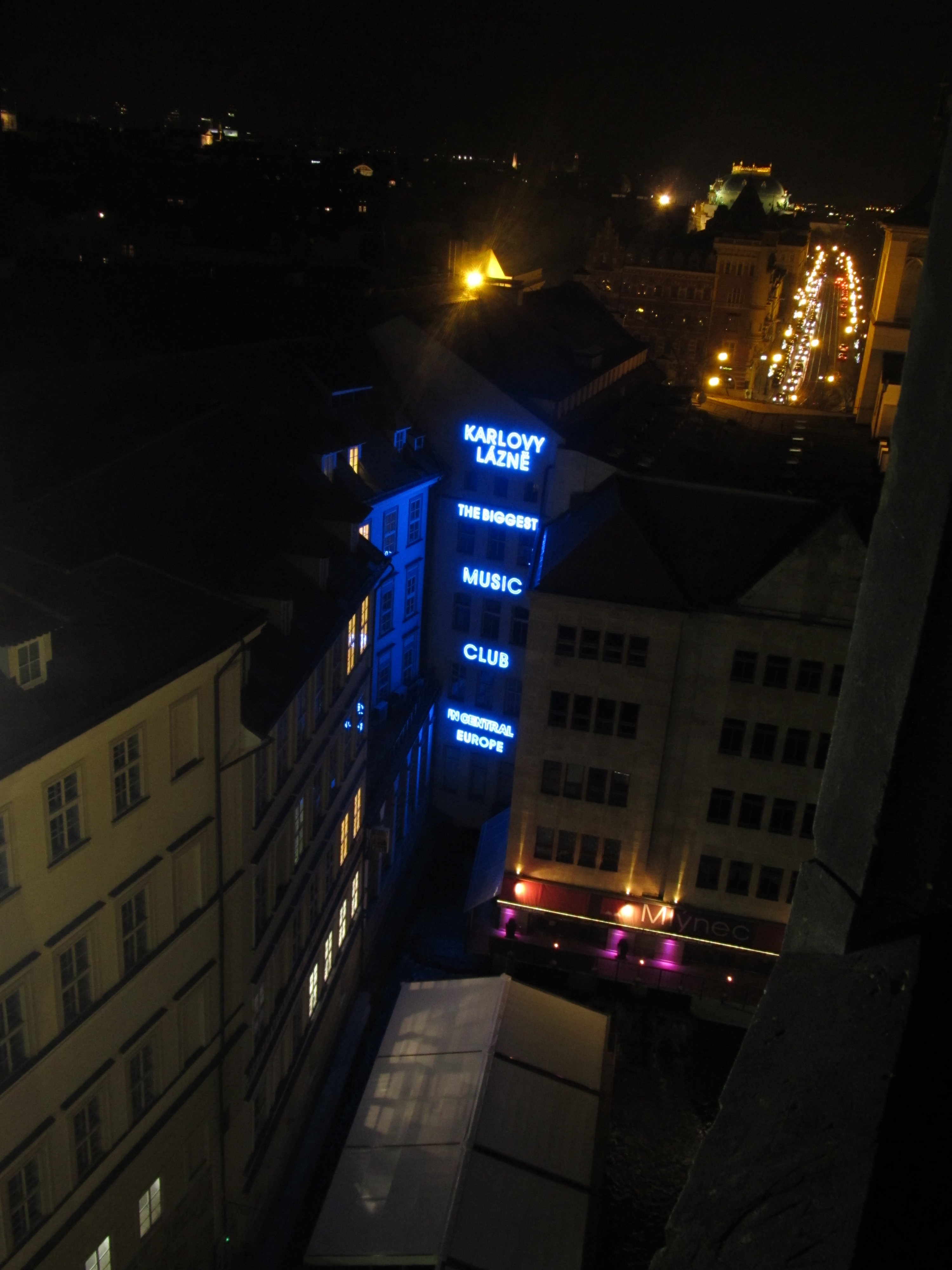
Das Karlovy Lázně.

Das Karlovy Lázně ist eine Diskothek in der Prager Altstadt. Der Club mit fünf Floors wirbt damit, die größte Diskothek Mitteleuropas zu sein. Er liegt an der Ecke Novotného lávka / Smetanovo nábřeží neben dem Altstädter Wasserturm.

## Geschichte
Das ursprüngliche Gebäude der Altstädter Mühlen wurde zur Wende des 15. Jahrhunderts nahe der Karlsbrücke in Prag errichtet. Die damals verbauten Bilder und Kunstwerke aus Mosaiksteinen sind bis heute Teil des Bauwerks und zieren die Innenwände des Clubs. Anfänglich diente das Gebäude lange Zeit als Heilbad, später fanden sich nacheinander unter anderem ein Café und die Redaktion des tschechischen Journalisten Karel Havlíček Borovský im Hause ein.
1848 brannte das Gebäude nieder. Danach stand es eine Zeit lang leer und begann zu verfallen, bis schließlich die Idee kam, eine Discothek darin zu errichten. Ende der 1990er-Jahre wurde der Umbau begonnen, bis das Karlovy Lázně letztendlich am 1. Dezember 1999 seine ersten Gäste willkommen hieß.